# Luis Miguel, la série
Luis Miguel, la série est une série télévisée biographique américaine produite par Gato Grande Productions et Metro-Goldwyn-Mayer-Studios pour Netflix et pour le réseau américain Telemundo. C'est une version autorisée sur la vie du chanteur mexicain Luis Miguel. Il met en vedette Diego Boneta dans le rôle-titre. Le tournage a débuté le 16 novembre 2017. Elle est diffusée depuis le 22 avril 2018 sur Telemundo.
Le 22 avril 2018, le showrunner de Karla Gonzales a confirmé que la série a été renouvelée pour une deuxième saison.

## Synopsis
Avant d'être connu comme Luis Miguel, Micky, comme sa famille l'appelle, trouve une grande sastifaction d'amour et de sécurité aux côtés de sa mère bien-aimée, Marcela et de son frère cadet Alex. Chanteur de talent naturel, il gagne en notoriété et en popularité jusqu'à l'âge de 11 ans, lorsque son père, Luis Rey, se donne la tâche de transformer son fils en superstar qu'il n'est pas lui-même devenu. Comme Micky grandit et devient une pop star de l'époque, avec le nom de Luis Miguel, les problèmes liés à la renommée et à la protection de sa vie privée et de ses grands amours commencent. Alors que le monde tombe amoureux de l'image masculine d'un jeune homme bronzé avec un beau sourire blanc et un style de vie fascinant à Acapulco, ce qui caractérise cette carrière, c'est que la célébrité et la fortune peuvent influencer une famille entière.

## Distribution

### Acteurs principaux
- Diego Boneta : Luis Miguel
- Óscar Jaenada : Luis Rey
- Izan Llunas : Luis Miguel enfant
- Paulina Dávila : Mariana Yazbek
- Martín Bello : Tito
- Anna Favella : Marcela Basteri
- César Bordón : Hugo López
- Juanpa Zurita : Alex Basteri
- Vanessa Bauche : Rosy Esquivel

### Acteurs secondaires
- Alfonso Borbolla : Raúl Velasco
- León Peraza : Andrés García
- Alberto Caneva : Sergio Basteri
- Sergio Lanza : Juan Carlos Calderón
- Javier Gómez : Jaime
- Luis de la Rosa : Luis Miguel jeune
- Vicente Tamayo : Bobby, basé sur Roberto Palazuelos
- Alexis Ortega as Burro, basé sur Jorge van Rankin
- Kevin Holt : Miguel Alemán Magnani
- Gabriel Nuncio : El Doc

### Guest-Stars
- Pilar Santacruz : Sophie, basée sur Stephanie Salas
- Amparo Barcia : Sasha Sokol
- Andrés Almeida : Armando Serna
- Arturo Barba : El Tigre Azcárraga, basé sur Emilio Azcárraga Milmo
- Mario Zaragoza : General Durazo, basé sur Arturo Durazo Moreno
- Hugo Catalán : Moro, basé sur Alejandro González Iñárritu
- Albi De Abreu : Miguel Ángel Villegas
- Isabel Burr : Adela
- Marcela Guirado : Verónica Castro
- Sofía Castro : Alina
- Karla Carrillo : Conductora MTV
- Aurora Gil : Cynthia Casas
- Viridiana Olvera : Paty Chapoy
- Pierre David : Armando Manzanero
- Daniel Cubillo : Bebu Silvetti
- Camila Sodi :

## Histoire de la diffusion
Le 9 avril 2018, Telemundo a publié sur son site web un avant-goût du premier épisode intitulé "Primera Mirada".  Le premier épisode de la série a été mis à l'honneur le 12 avril 2018 lors d'une projection exclusive tenue à Beverly Hills, en Californie, dans le cadre de la présentation de la série. Sa première diffusion officielle se fait aux États-Unis le 22 avril 2018 sur Telemundo à 21h et en Espagne et en Amérique latine sur Netflix. Lors de sa diffusion à la télévision, chaque épisode est diffusé tous les dimanches sur Telemundo.